# Frente Sandinista de Liberación Nacional
Die Frente Sandinista de Liberación Nacional (spanisch, kurz FSLN; deutsch Sandinistische Nationale Befreiungsfront) ist eine politisch links orientierte Partei in Nicaragua, hervorgegangen aus der gleichnamigen Guerillaorganisation, die am 19. Juli 1979 an der Spitze einer breiten Widerstandsbewegung die seit 43 Jahren bestehende Diktatur der Somoza-Dynastie unter Präsident Anastasio Somoza Debayle stürzte und daraufhin Nicaragua bis 1990 regierte. Mit Daniel Ortega stellt sie seit Januar 2007 wieder den Staatspräsidenten Nicaraguas.
Die FSLN wurde am 23. Juli 1961 in Nicaragua von Carlos Fonseca als revolutionäre Bewegung in Opposition zur Diktatur der Familie von Somoza gegründet. Den Namen der Bewegung leiteten ihre Gründer von dem General des nicaraguanischen Widerstandes gegen US-Truppen Augusto César Sandino (1895–1934) ab.

## Hintergrund und Zeit als Guerilla
Nicaragua wurde ab 1967 von dem Diktator Anastasio Somoza Debayle beherrscht. Unter Somoza, dessen Macht sich hauptsächlich auf die Nationalgarde stützte und der lange von den USA unterstützt wurde, waren politische Morde und das heimliche „Verschwindenlassen“ von Oppositionellen durch die Nationalgarde an der Tagesordnung. Die FSLN agierte zu dieser Zeit als Guerilla-Organisation.
Am 27. Dezember 1974 versuchte die FSLN, eine Party von Regierungsmitgliedern der Somoza-Diktatur im Haus des Regierungsministers José María Castillo Quant in der Colonia Los Robles in Managua zu besetzen; der Minister starb bei der Erstürmung. Die FSLN konnte durch die Übernahme ihr Kommuniqué über Radio unter der Bevölkerung verbreiten. Das Kommuniqué wurde außerdem in der Zeitung La Prensa gedruckt, die für ihre unabhängige Berichterstattung bekannt war. Anastasio Somoza Debayle erklärte anschließend den Ausnahmezustand, welcher bis zum 19. September 1977, 33 Monate lang, andauerte. Bei der Suche und Verfolgung von Anhängern und Mitgliedern der FSLN durch die Guardia Nacional de Nicaragua wurde der FSLN-Gründer Carlos Fonseca im November 1976 erschossen. Die FSLN spaltete sich noch im selben Jahr in drei Tendencias auf (Guerra Popular Prolongada, Proletaria und Tercerista) und vereinte sich erst 1979 wieder.
Nach der Ermordung des Oppositionsführers Pedro Chamorro (Inhaber der Tageszeitung La Prensa) im Januar 1978 durch eine regierungsnahe Todesschwadron kam es zur Vereinigung der wachsenden, aus Geschäftsleuten, Gewerkschaften und Studentengruppen bestehenden Opposition im Oppositionsbündnis FAO (Frente Amplio Opositor). Die Besetzung des Nationalpalastes durch Einheiten der FSLN am 22. August 1978 und Streikaufrufe der Opposition führten kurz darauf zu einer Verhaftungswelle. Die Sandinisten riefen am 8. September 1978 während eines Streikes zu einer allgemeinen Erhebung auf, woraufhin die Regierung am 12. September 1978 das seit 1977 aufgehobene Kriegsrecht wieder in Kraft setzte. Durch Vergeltungsschläge der Nationalgarde wurde der Aufstand bis Anfang Oktober niedergeschlagen, wobei etwa 5000 Menschen getötet und 10.000 verletzt wurden. Nach Aussage von Mitarbeitern von Amnesty International, die in Flüchtlingslagern in Honduras und Costa Rica ermittelten, kam es dabei zu zahlreichen Hinrichtungen, Folterungen, Vergewaltigungen und Verstümmelungen durch Einheiten der Nationalgarde. Als Reaktion auf Forderungen der Opposition setzte die Regierung am 7. Dezember 1978 das Kriegsrecht außer Kraft und leitete am 16. Dezember 1978 eine Amnestie für politische Gefangene ein, in deren Folge eine Anzahl von Gefangenen freigelassen wurde.

## Ideologische Ausrichtung
Ideologisch umfasst der Sandinismus (Sandinismo) ein breites Spektrum von Meinungen, die vom revolutionären Marxismus bis zur Befreiungstheologie und reformistischen Agenden einer Verbreiterung bäuerlichen Eigentums reichen. Von der kubanischen Linken unterscheidet sich der Sandinismus in seiner expliziten Kritik an der Politik traditioneller kommunistischer Parteien und in der Betonung des demokratischen und sozialistischen Charakters der nicaraguanischen Revolution. Während der Revolution fanden die Sandinisten große Unterstützung in der bäuerlichen und Teilen der indigenen Bevölkerung Nicaraguas sowie bei vielen neuen sozialen Bewegungen in Übersee, besonders bei der „Neuen Linken“ in Europa, von wo teilweise auch internationale Brigaden zu deren Unterstützung nach Nicaragua aufbrachen.
Die sandinistische Regierung orientierte sich am Ostblock, die Sowjetunion lieferte ihr Waffen. 1981 begrüßte sie die Niederschlagung der Solidarność-Bewegung, 1984 bekundete sie ihren Wunsch dem Warschauer Pakt beizutreten.

## Internationale Reaktionen
Die internationalen Brigaden unterstützten die soziale und entwicklungspolitische Infrastruktur auf Seiten der Sandinisten und schufen internationale Aufmerksamkeit und Gegenöffentlichkeit zu dem kritischen Bild, das die US-Regierung und Teile der westlichen Medien zeichneten.
Die Nicaraguanische Revolution führte zu wirtschaftlichen Einbußen mächtiger, vor allem US-amerikanischer Konzerne, die während der Somoza-Diktatur Nicaragua ausgebeutet hatten und gefährdete auch politisch die US-Interessen in der Region. Auch die Unterstützung der Sandinisten durch mit der UdSSR verbündete Staaten, beispielsweise durch Kuba und die DDR, sowie die Wirkung der FSLN auf Guerilleros in Nachbarstaaten Nicaraguas, wie etwa die Unterstützung der linken Revolutionäre in El Salvador bewirkten, dass die USA die gegnerischen „Contras“, die von Basen im benachbarten Honduras aus agierten, mit finanziellen, geheimdienstlichen (siehe Iran-Contra-Affäre) und militärischen Mitteln förderten. So blieb Nicaragua nach der Revolution noch lange Schauplatz bürgerkriegsähnlicher Zustände (im sogenannten Contra-Krieg).

## Einsetzung der sandinistischen Regierung
Nach mehreren Jahren gelang der FSLN am 19. Juli 1979 schließlich die Machtübernahme in Nicaragua. Somoza musste nach Miami flüchten. Das Präsidentenamt wurde noch am selben Tag von Francisco Urcuyo Maliaños besetzt, welcher jedoch schon am Folgetag wieder zurücktreten musste. Die Macht wurde in der Folgezeit von einem fünfköpfigen Regierungsausschuss übernommen, welcher Daniel Ortega, Sergio Ramírez, Moisés Hassan Morales, Alfonso Robelo Callejas und Violeta Barrios de Chamorro (die Witwe von Pedro Chamorro) angehörten. Am 20. Juli 1979 wurde die Regierung des Nationalen Wiederaufbaus eingesetzt, an deren Spitze wiederum der fünfköpfige Regierungsausschuss stand. Noch am selben Tag wurde das Grundgesetz erlassen, welches die seit 1974 bestehende Verfassung ersetzte. Das Grundgesetz regelte die organisatorische Struktur der Regierung, die Neueinsetzung des Rechtswesens, sowie die Auflösung von Nationalgarde und militärischem Ermittlungsdienst.
Am 21. Juli 1979 wurde das Gesetz der Rechte und Garantien der Nicaraguaner (Estatutos sobre Derechos y Garantias de los Nicaragüenses) erlassen, welches das Recht auf Leben, die körperliche Unversehrtheit, die Rechtssicherheit, die Meinungsfreiheit, den Schutz vor Sklaverei, die Gewissens- und Religionsfreiheit, das Recht auf Arbeit, das Recht auf Gewerkschaftszugehörigkeit und das Streikrecht garantierte, sowie Todesstrafe und Folter abschaffte. Am 25. September 1979 ratifizierte die Regierung die Amerikanische Menschenrechtskonvention, am 12. März 1980 den Internationalen Pakt über bürgerliche und politische Rechte.
Zur Herrschaftssicherung wurden 1979 zwei teilweise konkurrierende Institutionen gegründet, das Ministerio del Interior (Innenministerium = MINT) unter Tomás Borge, dem auch die Policía Sandinista und der Inlandsgeheimdienst Directorio General de la Seguridad del Estado (DGSE) unterstand, sowie das Verteidigungsministerium unter dem Oberkommandierenden des Sandinistischen Volksheeres (EPS), Humberto Ortega. Durch massive sowjetische und nordkoreanische Waffenlieferungen und kubanische Militärberater wurde das EPS im Laufe der 1980er Jahre zur mit Abstand größten Streitkraft Zentralamerikas ausgebaut. Sowohl das EPS als auch das MINT einschließlich des DGSE wurden nach ihren kubanischen Vorbildern, den Fuerzas Armadas Revolucionarias und dem MININT, organisiert; logistische Unterstützung leisteten u. a. sowohl die Nationale Volksarmee als auch das Ministerium für Staatssicherheit.

## Wirtschafts- und Sozialpolitik
Die sandinistische Agrarreform nach sozialistischem Vorbild leitete einen Strukturwandel in der bisher auf Basis von Großgrundbesitz industriell betriebenen Monokultur ein. Ein Drittel der Ackerfläche wurde in Form von kleineren Pachtbetrieben und Gemeinschaftsfarmen neu verteilt. Letztere organisierten sich oft als landwirtschaftliche Genossenschaften. Viele Genossenschaften scheiterten jedoch schon bald an internen Konflikten und / oder an Unproduktivität. Um die Bevölkerung zu versorgen, führte man zusätzlich den Anbau von Mais, Reis, Bohnen und Kochbananen ein. Mit den Einkünften aus den verstaatlichten Somoza-Ländereien (der gestürzte Somoza-Clan besaß etwa 15 Prozent des Ackerlandes), auf denen weiterhin Kaffee für den Export produziert wurde, kaufte die Revolutionsregierung Getreide, dessen Anbau im Lande aus klimatischen Gründen sehr schwierig ist, um es zu subventionierten Preisen an die Bevölkerung abzugeben.
Die FSLN-Regierung führte 1979 die Schulpflicht für Kinder im Alter zwischen 6 und 13 Jahren und gebührenfreie Schulen ein. Durch die 1980 und 1981 folgende landesweite Alphabetisierungskampagne wurde der Anteil der Analphabeten von 50 Prozent (1979) auf 12 Prozent gesenkt. Viele Hochqualifizierte verließen jedoch das Land während des Contra-Krieges, so dass trotz der intensivierten Bildungspolitik weiterhin ein Mangel an Fachkräften in Nicaragua bestand.
Im Rahmen dieser „gemischten Wirtschaft“ (sowohl öffentliches als auch privates Eigentum) wurde in wenigen Jahren eine Selbstversorgung des Landes mit den traditionellen Grundnahrungsmitteln erreicht und erstmals die Versorgung aller Nicas mit erschwinglichem Brotgetreide sichergestellt, jedoch auch auf Kosten höherer Staatsverschuldung. Dies führte insbesondere zu verstärkten Problemen, als IWF und Weltbank auf Initiative der US-Regierung die Zinsraten für die bestehenden Kredite Nicaraguas erhöhten und weitere Kredite an Nicaragua verweigerten.
Hinzu kam, dass das Land bereits 1979 wirtschaftlichen Sanktionen der USA ausgesetzt war, mit denen die Ökonomie des Landes gestört werden sollte. Dies führte zu einem deutlichen Exportrückgang, da die Wirtschaft noch aus der Somoza-Zeit fast ausschließlich auf den Export in die USA ausgerichtet war, sowie zu Rohstoffimportproblemen, nachdem unter anderem Mexiko seine Erdöllieferungen einstellte. Die erhöhten Zinsen für die gestiegenen Auslandsschulden konnten aus den reduzierten Exporteinnahmen immer schlechter bezahlt werden und es mussten (unter anderem zur Deckung der Getreide- und Fleischimporte und einer Vergrößerung der Fischereiflotte) neue Kredite bei der Interamerikanischen Entwicklungsbank (BID) und der Zentralamerikanischen Bank für Wirtschaftliche Integration (BCIE) aufgenommen werden. Ab Mitte der 80er Jahre führte der Devisenmangel in Verbindung mit den Zerstörungen durch die Contras (siehe unten) zu Versorgungsmängeln.
Ab 1981 bildeten die USA militärische Einheiten in Honduras aus und leisteten in großem Umfang militärische und finanzielle Hilfe (siehe Iran-Contra-Affäre) für die Opposition (die Contras). In dem auch als Contra-Krieg bekannten Krieg wurden etwa 60.000 Nicaraguaner, hauptsächlich Zivilisten, getötet und die Infrastruktur eines großen Teils des Landes zerstört. Die UdSSR und die DDR unterstützten die Sandinisten mit Hilfslieferungen und nach Beginn des Contra-Krieges durch Waffenlieferungen. Die Regierung Nicaraguas erklärte am 9. September 1981 den für ein Jahr gültigen nationalen wirtschaftlichen Notstand. Am 15. Mai 1982 wurde der Ausnahmezustand ausgerufen, was von der Regierung mit der sprunghaften Zunahme bewaffneter Überfälle im Grenzgebiet zwischen Honduras und Nicaragua und den zahlreichen US-amerikanischen Militäroperationen begründet wurde. Streiks und Arbeitsniederlegungen waren ab diesem Zeitpunkt verboten. Durch die Contra-Angriffe kam es ab 1984 unter anderem zu einem jährlichen Rückgang der industriellen Produktion um fünf Prozent und großen Schäden bei den Kaffeeplantagen. Zur Abwehr der Contras erhöhte die Regierung 1985 die Militärausgaben deutlich auf 60 Prozent des BIP, wodurch die Inflationsrate des Landes stark anstieg. 1988 gelang es der Regierung die Inflation durch ein Antiinflationsprogramm einzudämmen. Die verheerenden Schäden des Hurrikan Joan im September 1988 konterkarierten das Programm jedoch.
1987 wurde in die Verfassung eine Obergrenze der Wochenarbeitszeit auf 48 Stunden und ein Verbot von Zwangsarbeit aufgenommen.

## Wahlen 1984
In Vorbereitung der Wahlen stellte die Regierung im Juli und August 1984 per Dekret das Recht auf politische Versammlungen und Demonstrationen sowie einige weitere Rechte wieder her. Der Termin für die am 4. November 1984 angesetzte Wahl, die allen Parteien und Kandidaten offenstand, wurde am 21. Februar 1984 bekanntgegeben. Die Frist für die Registrierung von Parteien wurden auf den 25. Juli festgelegt. Die Regierung Nicaraguas lockerte vor der Wahl die Zensurbestimmungen für die oppositionelle Zeitung La Prensa und gewährte der Opposition Sendezeit im nationalen Radio und Fernsehen. Trotz ca. 400 Wahlbeobachtern aus 40 Ländern, die die ordnungsgemäße Durchführung der Wahlen bestätigten, übte die US-Regierung mit dem Hinweis auf den Wahlboykott der Oppositionspartei Democratic Coordinating Alliance (DCA) Kritik. Nach Angaben der DCA, angeführt von Arturo Jose Cruz, hätte die Vorbereitungszeit nicht für eine Wahl-Kampagne ausgereicht. Die DCA verpasste den Einschreibungstermin (sechs andere Parteien hatten sich bereits registrieren lassen) und stellte einen Antrag zur Verlängerung der Frist. Nach anfänglicher Weigerung wurde die Einschreibefrist am 22. September 1984 auf den 1. Oktober 1984 verlängert. Die DCA verpasste auch diese Frist und verlangte eine weitere Verschiebung auf Januar 1985. Unterstützer der DCA gaben zu, dass diese Taktik der Diskreditierung der Wahl und Erzielung von Zugeständnissen der Sandinisten dienen sollte. Zwei rechtsgerichtete Parteien stiegen wenige Tage vor der Wahl auf Druck der USA aus. Daniel Ortega gewann die Wahl schließlich mit ca. zwei Drittel der Stimmen.

## Menschenrechtsverletzungen von 1979 bis 1990
Kurz nach der Machtübernahme der Sandinisten kam es zur Festnahme und Inhaftierung von ca. 7000–9000 Menschen durch Revolutionstruppen. Die Inhaftierten waren hauptsächlich ehemalige Mitglieder der Nationalgarde, örtliche Polizeibeamte, Mitarbeiter der politischen Polizei, ehemalige Regierungsmitglieder und Teilhaber von Somoza-Familienunternehmen. Wie der damalige Innenminister Tomás Borge im November 1979 bestätigte, kam es während dieser Zeit zu ca. 100 Hinrichtungen an Nationalgardisten durch Angehörige der Revolutionstruppen. Infolge der strengen Maßnahmen zur Beendigung der Verstöße wurden mehrere hundert Anhänger der Revolution verhaftet.
Bei den bis Februar 1981 folgenden Prozessen vor den Sondergerichten traten signifikante Verfahrensverstöße zutage, auch kam es in den folgenden Jahren immer wieder zu willkürlichen Verhaftungen von Kritikern und Oppositionellen wie Vertretern der Kommunistischen Partei bzw. der ihr angegliederten Gewerkschaft CAUS. Viele der Inhaftierten wurden in incomunicado-Haft verwahrt. Amnesty International wies jedoch darauf hin, dass keine Fälle systematischer Misshandlungen oder Folterungen Gefangener ausgemacht werden konnten.
Nach grenzverletzenden Überfällen im Grenzgebiet zu Honduras von November bis Dezember 1981 wurden 160 Mitglieder der indigenen Völker der Miskitos und Sumos festgenommen. Diese wurden von Januar bis Februar 1982 in Schnellprozessen in Puerto Cabezas des Überfalles auf ein Krankenhaus, der Entführung und Vergewaltigung von medizinischem Personal, der Besetzung der Stadt San Carlos am 20./21. Dezember 1981 und der Verstümmelung, Folterung und Tötung von sieben Angehörigen einer Armeepatrouille sowie der Entführung und Tötung von zwölf weiteren Milizangehörigen angeklagt und 135 von ihnen verurteilt. Nach einer Einschätzung von Amnesty International sollen viele der Verhafteten willkürlich festgenommen worden sein. In einem späteren Prozess wurden alle 135 Urteile neu aufgerollt und in fast allen Fällen drastisch reduziert oder verworfen. Nach Übergriffen und Gewalttätigkeiten in der Provinz Zelaya Ende des Jahres 1981 kam es zu Massenverhaftungen und zwangsweisen Räumungen vieler Miskito-Siedlungen. Die Ende Dezember 1981 eingeleiteten Evakuierungen dienten der Verteidigung der Grenzregion, da man die Unterstützung regierungsfeindlicher Kräfte befürchtete. Aufgrund weiterer gewalttätiger Aktionen von Oppositionsgruppen kam es nach März 1982 zu weiteren Massenverhaftungen unter Miskitos und Sumos, von denen viele willkürlich erfolgt sein sollen. 307 Miskito oder Sumo kamen am 1. Dezember 1983 im Rahmen einer Amnestie frei. Nach Vermittlungsgesprächen Amnesty Internationals konnten viele der umgesiedelten Indigenen 1984 in ihre Gebiete zurückkehren.
Den Sandinisten wurden schwere Menschenrechtsverletzungen während des Konflikts vorgeworfen, darunter Folter, Verschwindenlassen und Massenhinrichtungen. Die Interamerikanische Kommission für Menschenrechte untersuchte und bestätigte die von den sandinistischen Kräften begangenen Missbräuche, einschließlich einer Hinrichtung von 35 bis 40 Miskitos im Dezember 1981 und einer Hinrichtung von 75 Menschen im November 1984.
Der damalige US-Außenminister Alexander Haig beschuldigte die Sandinisten 1982 öffentlich, Massaker an den Miskitos verübt zu haben. Später stellte sich heraus, dass das von ihm verwendete Foto brennender Leichen aus dem Jahr 1978 stammte – der Zeit der Somoza-Diktatur.

## Wahlen 1990
Durch Vermittlung der zentralamerikanischen Staaten wurden 1989 freie Wahlen vorbereitet. Die Sandinisten wurden am 25. Februar 1990 von Violeta Barrios de Chamorro, der Kandidatin der Unión Nacional Opositora (UNO), einer Koalition politischer Parteien, mit 54,7 Prozent der Stimmen geschlagen. Die Sandinisten mussten daraufhin die Macht abgeben.
Paul Reichler, ein Anwalt, der die Regierung Nicaraguas in den USA repräsentierte, kommentierte das Ergebnis: „Whatever revolutionary fervor the people once might have had was beaten out of them by the war and the impossibility of putting food in their children's stomachs“ (zu deutsch: „Der Krieg und die Unmöglichkeit, ihre Kinder zu ernähren, prügelten allen einmal vorhandenen revolutionären Eifer aus den Menschen“), bezugnehmend auf den zehnjährigen Wirtschafts- und Terrorkrieg durch die von den USA unterstützten Contras.

## FSLN nach 1990
Die FSLN hat seit der Wahlniederlage 1990 mit ihrem Image zu kämpfen. Interne Konflikte zwischen den Lagern drohten die FSLN zu spalten, doch Daniel Ortega schaffte es, an der Macht zu bleiben. 1994 und 1995 traten zahlreiche berühmte Intellektuelle aus der FSLN aus, darunter Gioconda Belli, die Brüder Fernando und Ernesto Cardenal, sowie der ehemalige Vizepräsident Sergio Ramírez. Sie bemängelten die mangelnde Demokratie innerhalb der FSLN und den Umstand, dass Ortega nicht kritisiert werden dürfe. Die Dissidenten gründeten im Jahr 1995 die Movimiento de Renovación Sandinista, die jedoch 1996 nur eine kleine Wählerschaft fand. Große Teile der Bevölkerung waren tief enttäuscht von den zutage getretenen Skandalen der Partei. Auf politischer Ebene kam in den späten 1990er Jahren der „Verrat“ durch den Pakt mit der Alianza Liberal von Arnoldo Aleman hinzu. Viele Sandinisten sahen ihre Ideale verraten, als die FSLN just der Partei erhebliche Zugeständnisse machte, die für viele als Inbegriff für Korruption galt. Nebenbei wurde der Pakt als Schwächung der Demokratie empfunden.
Des Weiteren wurden im Laufe der 1990er Jahre einige verborgen gebliebene Aktivitäten der FSLN aus den 1980er-Jahren bekannt. Neben großen Teilen der Bevölkerung wandten sich auch ehemalige ideologische Unterstützer von der FSLN ab.
Im November 2000 schafften es die Sandinisten, in fast allen wichtigen Gemeinden einschließlich der Hauptstadt Managua, die Kommunalwahlen zu gewinnen. Daniel Ortega präsentierte sich als stolzer Gewinner und nutzte die Gelegenheit, sich als Präsidentschaftskandidat für die FSLN zu präsentieren. Der Sieg der Sandinistas wurde von vielen allerdings nicht auf Ortega zurückgeführt. Einige der aufgestellten Kandidaten hatten sich deutlich von Daniel Ortega und dem ihm ergebenen Führungszirkel der Partei distanziert. Der neugewählte sandinistische Bürgermeister Herty Lewites hatte sogar die Parteifarben abgelehnt. Statt in traditionellem Rot-Schwarz plakatierte er in neutralem Gelb.
Nach der letzten Wahlniederlage 2001 wurde spekuliert, ob dies das Ende der politischen Karriere Ortegas sei. Das könne eine Möglichkeit für die FSLN sein, wieder zu der Volkspartei zu werden, die sie einmal war. Es gibt innerhalb der FSLN Kräfte, die versuchten, die Partei in Richtung Sozialdemokratie zu öffnen. Ortegas Sieg bei der Präsidentschaftswahl 2006 setzte diesen Spekulationen jedoch ein Ende.
Die Kommunalwahlen im November 2004 brachten der FSLN neben der Wahl von José Dionisio Marenco Gutiérrez zum Nachfolger von Herty Lewites als Bürgermeister von Managua auch insgesamt 44 % der Stimmen gegenüber 35 % für die PLC und 11 % für APRE, die FSLN erhielt die Mehrheit der Stimmen in den Regionen Chontales, Boaco, Nueva Segovia, Madriz, Jinotega, Estelí, Chinandega, León, Managua, Masaya, Carazo, Matagalpa, Región Autónoma Atlántico Sur sowie Río San Juan. Weiterhin erhielt die FSLN fast 90 der 152 Bürgermeisterposten im Land.
Der ehemalige Bürgermeister von Managua, Herty Lewites, gab Anfang 2005 eigenständig bekannt, als Präsidentschaftskandidat der FSLN bei den Wahlen 2006 anzutreten. Dieses Bestreben beantwortete die Führung der FSLN, unter anderem Daniel Ortega, mit dem Ausschluss Lewites aus der Partei. Trotz der Ablehnung aus den Reihen der FSLN-Funktionäre erklärte Lewites bei einer Kundgebung am 13. März 2005 erneut seine Absicht, als Kandidat der FSLN bei den Wahlen antreten zu wollen. Im Folgenden ließ sich Herty Lewites zum Kandidaten der Movimiento de Renovación Sandinista küren, verstarb jedoch im Sommer 2006. Daniel Ortega hingegen wurde nach dem Ausschluss Lewites von der Parteiführung zum erneuten Präsidentschaftskandidaten der FSLN für die Wahlen 2006 ernannt.
Im Oktober 2006 unterstützten die Sandinisten auf Druck der katholischen Kirche im Parlament den Gesetzesvorschlag der konservativ-liberalen Regierung zum generellen Verbot von Schwangerschaftsabbrüchen, wofür sie innerparteilich kritisiert wurden.
Umfragen von CID Gallup Latinoamerica im Februar und März 2005 zeigten einen Beliebtheitsvorsprung von Herty Lewites gegenüber Daniel Ortega. Nach Lewites Tod im Sommer 2006 und der Spaltung der liberal-konservativen Opposition konnte Ortega die Präsidentschaftswahlen im November 2006 gegen den Kandidaten Montealegre jedoch mit gut 38 % der Stimmen im ersten Wahlgang für sich entscheiden und wurde am 10. Januar 2007 vereidigt. Zu den ersten Amtshandlungen des neuen Präsidenten gehörten die Einführung einer Schulpflicht und das Recht, diese Bildung kostenlos in Anspruch zu nehmen.
Im Januar 2019 wurde die FSLN auf einer Konferenz in Santo Domingo aus der Sozialistischen Internationale ausgeschlossen.